# Habib Maïga
Habib Digbo G'nampa Maïga, född 1 januari 1996, är en ivoriansk fotbollsspelare som spelar för Ferencváros.

## Klubbkarriär
Maïga gjorde sin Ligue 1-debut för Saint-Étienne den 4 mars 2017 i en 0–0-match mot Bastia. Den 21 februari 2018 lånades han ut till ryska Arsenal Tula på ett låneavtal över resten av säsongen 2017/2018.
Den 10 juli 2018 lånades Maïga ut till Ligue 2-klubben Metz på ett låneavtal över säsongen 2018/2019. Under säsongen 2018/2019 var han med när Metz blev mästare i Ligue 2 och uppflyttade till Ligue 1. I juni 2019 utnyttjade Metz en option i låneavtalet och värvade Maïga på en permanent övergång.
Den 4 januari 2024 värvades Maïga av ungerska Ferencváros.

## Landslagskarriär
Maïga debuterade för Elfenbenskustens landslag den 6 september 2019 i en 2–1-förlust mot Benin.